# Стукач (фільм)
«Стукач» (англ. Snitch) — американський драматичний бойовик Ріка Романа Во (також був сценаристом), що вийшов 2013 року.
Сценарій картини також написав Джастін Гейсі, продюсерами були Тобін Армбарст, Александр Ів Браннер, Ґай Іст. В Україні прем'єра відбулася 21 лютого 2013 року.

## Сюжет
| За продаж наркотиків синові простого провінційного роботяги загрожує великий термін у в'язниці. Задля його порятунку батько йде на угоду з поліцією. Тепер він повинен проникнути в саме серце наркомафії. |

## У ролях
| Актор              | Персонаж                                                             |
| ------------------ | -------------------------------------------------------------------- |
| Двейн Джонсон      | Джон Метьюс (англ. John Matthews)                                    |
| Баррі Пеппер       | Купер (англ. Cooper)                                                 |
| Джон Бернтал       | Деніель Джеймс (англ. Daniel James)                                  |
| Гарольд Перріно    | Джефрі Стіл (англ. Jeffery Steele)                                   |
| Сьюзен Сарандон    | Джоан Кіґен (англ. Joanne Keeghan)                                   |
| Бенджамін Бретт    | Жуан Карлос «Ель Топо» Пінтера (англ. Juan Carlos 'El Topo' Pintera) |
| Майкл К. Вільямс   | Малік Андерсон (англ. Malik Anderson)                                |
| Меліна Канакаредес | Сільві Коллінз (англ. Sylvie Collins)                                |
| Надін Веласкес     | Аналіза Метьюс (англ. Analisa Matthews)                              |
| Рафі Гаврон        | Джеймс Коллінс (англ. Jason Collins)                                 |
| Девід Гарбор       | Джей Прайс (англ. Jay Price)                                         |
| Дж. Д. Пардо       | Бенісіо (англ. Benicio)                                              |